# Qred
 (mars 2025).
Qred Bank AB est une société fintech suédoise qui propose également des prêts aux entreprises sur le marché allemand depuis 2024,,,,.

## Histoire de l'entreprise
En 2023, la société reçoit une licence bancaire de l'Autorité suédoise de surveillance financière,,. Grâce à cette licence, Qred peut proposer ses services dans toute l'UE,.
En 2023, le conseil d'administration de l'entreprise nomme Mattias Carlsson comme nouveau président.
En 2025, Qred est nommée dans la liste du Financial Times des 1 000 entreprises à la croissance la plus rapide d'Europe.
En Suède et en Finlande, Qred Bank AB introduit une carte de crédit Qred Visa pour aider les petites entreprises à lever des capitaux à court terme. L'entreprise accélère sa croissance après avoir reçu un financement de 10 millions d'euros de Nordic Capital,.